# Alfreda Sarnawska
Alfreda Sarnawska (ur. 18 lipca 1922 w Tarnowie, zm. 29 marca 2002 w Warszawie) – polska aktorka teatralna.

## Kariera sceniczna
Zadebiutowała 10 czerwca 1949 na scenie łódzkiego Teatru Wojska Polskiego, w podwójnej roli jako Prudencia i Żebraczka, w dramacie Dom Bernarda Alby, którego autorem jest Federico García Lorca, w reżyserii Józefa Wyszomirskiego. Inne spektakle z udziałem Sarnawskiej, to m.in.:
- 21 I 1950: Młoda gwardia Aleksandr Fadiejew, reż. Ludwik René – jako Tonia Iwanichina (Teatr Polski, Warszawa)
- 2 XII 1950: Śnieżek Walentina Lubimowa, reż. Tadeusz Żuchniewski – jako Betty (Teatr Polski, Szczecin).

Całe 20-lecie swej kariery (od 1951 do 1970 r.) poświęciła występom na deskach warszawskiego Teatru Ateneum:
- 29 VII 1951: Interwencja Lew Sławin, reż. Ludwik René – jako Sanka
- 18 V 1953: Ostatni Maksim Gorki, reż. Janusz Warmiński – jako Wiera
- 13 I 1954: Spazmy modne Wojciech Bogusławski, reż. Maria Wiercińska – jako Lukrecyja
- 20 V 1954: Estrada poetycka. Wieczór inauguracyjny (program składany/kabaretowy/rewiowy)
- 9 XII 1954: Estrada poetycka Konstanty Ildefons Gałczyński, reż. Ludwik René
- 31 XII 1954: Pojedynek John Galsworthy, reż. Janusz Warmiński – jako Chloe
- 30 IV 1955: Maturzyści Zdzisław Skowroński, reż. Zdzisław Tobiasz – jako Hanka Bobrzycka
- 22 X 1955: Neapol – miasto milionerów Eduardo De Filippo, reż. Janusz Warmiński – jako Teresa
- 14 I 1956: Melodramat Janusz Warmiński, reż. Zdzisław Tobiasz – jako Renata Karska
- 21 VII 1956: Sześćdziesiąte ósme piętro Donald Ogden Stewart, reż. Zdzisław Tobiasz – jako Agnes Potter
- 1 XII 1956: Ich głowy Marcel Aymé, reż. Zdzisław Tobiasz – jako Julietta Maillard
- 22 II 1957: Yerma Federico García Lorca, reż. Janusz Warmiński – w podwójnej roli: Kobieta III, Praczka II
- 6 VII 1957: Lato Tadeusz Rittner, reż. Maryna Broniewska – jako Lili
- 16 X 1957: Miłość i gniew John Osborne, reż. Zdzisław Tobiasz – jako Alison Porter
- 12 II 1958: Osaczeni Janusz Warmiński, reż. Bronisław Pawlik – jako Nina
- 31 V 1958: Tramwaj zwany pożądaniem Tennessee Williams, reż. Janusz Warmiński – jako Murzynka
- 11 I 1959: Mąż i żona[2] Aleksander Fredro, reż. Lidia Wysocka – jako Elwira
- 16 VII 1959: Lilla Weneda Juliusz Słowacki, reż. Jan Kulczyński – jako Gwinona
- 15 VI 1960: Zabawa jak nigdy William Saroyan, reż. Aleksander Bardini – jako Kitty Duval
- 25 II 1961: Kram z piosenkami Leon Schiller, reż. Barbara Fijewska – w jedenastu rolach, m.in. jako: Pasterka, Żona, Córka, Panna Marianna, Owieczka, Markiza, Małgorzatka[3]
- 2 XII 1961: Murzyni Jean Genet, reż. Zygmunt Hübner – jako Śnieżka
- 2 III 1963: Demony John Whiting, reż. Andrzej Wajda – jako siostra Klara
- 28 II 1964: Szachy Stanisław Grochowiak, reż. Bohdan Poręba – jako Hrabina (Teatr im. Juliusza Osterwy, Lublin).

W międzyczasie (od 1966 do 1974 r.) współpracowała także z warszawskim Teatrem Komedia:
- 1 XII 1968: Żabusia Gabriela Zapolska, reż. Józef Słotwiński – jako Milewska oraz asystent reżysera
- 13 XI 1969: Bulwa Marcel Achard, reż. Edward Dziewoński – jako Edyta
- 22 V 1971: Twój na wieki Otto Zelenka, reż. Przemysław Zieliński – jako Pani
- 16 II 1973: Sama słodycz Ireneusz Iredyński, reż. Zygmunt Hübner – jako Kobieta III (Teatr Współczesny, Warszawa).

Kolejne 8 sezonów (od 1974 do 1982 r.) poświęciła scenie warszawskiego Teatru Kwadrat:
- 15 I 1976: Prawdziwy inspektor Dog Tom Stoppard, reż. Maciej Englert – jako pani Drudge
- 24 IX 1976: Oscar Claude Magnier, reż. Edward Dziewoński – jako pani Barnier
- 15 VII 1977: Damy i huzary Aleksander Fredro, reż. Edward Dziewoński – jako pani Orgonowa
- 7 IV 1978: Co słychać? Kabaretowy wieczór współczesnych autorów radzieckich, reż. Zbigniew Bogdański
- 6 XII 1979: Pamiętnik pani Hanki Tadeusz Dołęga-Mostowicz, reż. Edward Dziewoński – jako Rdzawiczowa
- 27 XI 1981: Rodzina Antoni Słonimski, reż. Edward Dziewoński – jako Lebenbaumowa.

Ostatnia lata kariery scenicznej spędziła na deskach warszawskiego Teatru na Woli:
- 10 V 1983: Dom lalki, czyli Nora Henrik Ibsen, reż. Jan Świderski – jako Marianna
- 18 V 1985: Zbrodnia i kara Fiodor Dostojewski, reż. Waldemar Matuszewski – jako Baba I.

## Telewizja
Za debiut można uznać jej występ 3 czerwca 1955 r. na scenie Teatru Telewizji w sztuce Zdzisława Skowrońskiego Maturzyści, w reżyserii Zdzisława Tobiasza – jako Hanka Bobrzycka (przeniesienie z warszawskiego Teatru Ateneum) oraz zaprezentowanie się 10 sierpnia 1955 r., także na scenie Teatru Telewizji – jako żona Kulisa w sztuce Wyjątek i reguła Bertolta Brechta, w reżyserii Konrada Swinarskiego:
- 4 XII 1961: Wygnańcy James Joyce, reż. Jerzy Gruza
- 19 II 1962: Domino Marcel Achard, reż. Edward Dziewoński
- 2 VII 1962: Konsekwentna żona William Somerset Maugham, reż. Edward Dziewoński – jako tytułowa bohaterka
- 7 I 1963: Podróż poślubna Noël Coward, reż. Edward Dziewoński
- 3 VII 1964: Przygoda florencka Ludwik Hieronim Morstin, reż. Edward Dziewoński – jako Giovanna
- 8 III 1965: Mąż idealny Oscar Wilde, reż. Maryna Broniewska – jako pani Marchmont
- 10 I 1966: Koniec pani Cheyney Federick Lonsdale, reż. Edward Dziewoński – jako tytułowa bohaterka
- 25 IX 1967: Król Gaston Arman de Caillavet i R. Flers, reż. Edward Dziewoński – jako Teresa Marnix
- 28 VIII 1968: Pułapka na królika I. P. Miller, reż. Edward Dziewoński – jako Abby Colt
- 29 I 1970: Alicja prowadzi śledztwo Robert Thomas, reż. Edward Dziewoński – jako Klara Rocher
- 1 I 1972: R.H. Inżynier[6] Bruno Winawer, reż. Edward Dziewoński – jako dr Faustyna Córuś
- 14 II 1972: Złoty sznur Sidney Howard, reż. Wanda Laskowska – jako pokojówka
- 13 V 1974: Wszystko dobre, co się dobrze kończy William Shakespeare, reż. Edward Dziewoński – jako Wdowa z Florencji
- 11 V 1975: Biała owca w rodzinie Louis Garde Peach oraz Yan Hay, reż. Edward Dziewoński – jako Alicja
- 24 I 1976: Spółka morderców Robert Thomas, reż. Edward Dziewoński – jako Berta Pitard
- 12 VI 1976: Wystarczy jeden telefon Klára Fehér, reż. Czesław Wołłejko – jako Teresa
- 14 VIII 1976: Prawdziwy mężczyzna James Thurber i Elliott Nugent, reż. Edward Dziewoński – jako Blanche Damon
- 2 X 1977: Oscar Claude Magnier, reż. Edward Dziewoński – jako pani Barnier
- 7 I 1978: Osobne stoliki Terence Rattigan, reż. Edward Dziewoński – jako Panna Meachum
- 13 VI 1980: Ładna historia Gaston Arman de Caillavet i R. Flers, reż. Edward Dziewoński – jako pani d’Eguzon
- 22 XII 1985: 5 dni z życia emeryta 5-odcinkowy serial obyczajowy, reż. Edward Dziewoński – odc. 2: Wspomnienia rodzinne
- 7 XII 1987: Rodzina Antoni Słonimski, reż. Edward Dziewoński – jako Lebenbaumowa
- 9 VI 1993: Mamut Tankred Dorst, reż. Feliks Falk.

## Radio
25 grudnia 1954 r. debiutowała w słuchowisku opartym na widowisku Kram z piosenkami (1945) Leona Schillera.
- 25 X 1956: Różaniec z granatów Ksawery Pruszyński, reż. Zdzisław Nardelli.

## Przebieg pracy
W trakcie swej 38-letniej kariery aktorskiej występowała na deskach 9 teatrów: Łodzi, Szczecina, Lublina oraz Warszawy (6):
- Teatr im. Stefana Jaracza w Łodzi: 1949
- Teatr Polski im. Arnolda Szyfmana w Warszawie: 1950
- Teatr Polski w Szczecinie: 1950-1951
- Teatr Ateneum w Warszawie: 1951-1970
- Teatr im. Juliusza Osterwy w Lublinie: 1964
- Teatr Komedia w Warszawie: 1966-1974
- Teatr Współczesny w Warszawie: 1973
- Teatr Kwadrat (Warszawa): 1974–1982
- Teatr na Woli (Warszawa): 1983–1986

## Śmierć
Aktorka zmarła w wieku 79 lat. Została pochowana na Cmentarzu Wojskowym na Powązkach.